# Giacomo Castelnuovo
Giacomo Castelnuovo (Livorno, 26 novembre 1819 – La Goletta, 21 agosto 1886) è stato un politico, patriota e medico italiano.

## Biografia
Nato da una famiglia di commercianti ebrei, si laureò in medicina all'università di Siena nel 1841. Avvicinatosi agli ambienti patriottici, fu costretto a lasciare il Granducato di Toscana e a rifugiarsi in Nord Africa, dove fece la spola tra la Tunisia e l'Egitto, paesi dove erano presenti numerosi esuli della comunità ebraica livornese. 
A Tunisi Castelnuovo riuscì ad entrare nelle grazie della corte diventando medico di fiducia del bey Ahmad I ibn Mustafa e del successore di quest'ultimo Muhammad II ibn al-Husayn. Anche in Egitto riuscì a far valere le sue competenze mediche presso la corte del viceré locale. Inoltre fondò ad Alessandria il giornale Lo Spettatore Egiziano. Con lo scoppio della seconda guerra d'indipendenza italiana, dapprima inviò mezzi e aiuti poi si unì alle truppe sarde come medico.
Come medico partecipò anche alla terza guerra d'indipendenza italiana del 1866. Nominato medico di corte, l'anno successivo fu inviato a Tunisi per dei colloqui con il governo locale in merito ai crediti italiani, messi a rischio dalla difficile situazione finanziaria tunisina.
Nel 1868 negoziò con il governo di Tunisi un accordo di commercio e navigazione italo-tunisino che fu firmato l'8 settembre dello stesso anno. Lo stesso anno Castelnuovo, a fronte delle pressanti richieste francesi, propose, a nome del governo italiano, un piano di ristrutturazione delle finanze tunisine. Per la sua partecipazione alle trattative, che furono chiuse con un accordo ratificato dal bey Muhammad III al-Sadiq il 19 agosto 1868, gli furono date in concessione delle miniere di piombo nel Gebel Ressas. Presa poi in locazione una proprietà fondiaria di 3000 ettari nella valle del fiume Mejerda dove fondò un'azienda agricola, Castelnuovo dovette affrontare una serie di grane giudiziarie con le locali autorità tunisine. I contrasti ben presto coinvolsero anche la numerosa comunità italiana in Tunisia e portarono la rottura delle relazioni diplomatiche tra Firenze e Tunisi il 13 gennaio 1871.
Eletto deputato per la XI nelle fila della Destra nelle elezioni del 1870 per il Vittorio. Fu rieletto deputato nel 1874.
Tornato in Tunisia, Castelnuovo tentò, dopo un lungo braccio di ferro con le autorità tunisine, di sfruttare le miniere del Gebel Ressas. A causa delle gravi perdite finanziarie fu costretto a cedere la concessione. Nel frattempo, tra il maggio e il giugno 1875, finanziò e partecipò personalmente, almeno nel primo tratto, ad una spedizione organizzata dalla Società geografica italiana diretta nell'interno della Tunisia e guidata da Orazio Antinori.  
Tornato in Italia visse a Roma, dove fu medico di corte, per tutto il 1877. Negli anni successivi intraprese altri viaggi verso la Tunisia dove morì.